# Верный друг
«Верный друг» (англ. The Friend) — американский художественный фильм в жанре комедийной драмы 2024 года, снятый Скоттом Макгихи и Дэвидом Сигелом по их же сценарию, основанному на одноимённом романе Сигрид Нуньес, в 2018 году отмеченном Национальной книжной премией США. В главных ролях Наоми Уоттс и Билл Мюррей.
Мировая премьера состоялась на кинофестивале в Теллурайдe. Также он был показан в гала-секции МКФ в Торонто в 2024 году.

## Сюжет
История о любви, дружбе, горе и исцелении души и сердечных ран, о писательнице Айрис, которая берёт к себе немецкого дога по кличке Аполлон, принадлежавшего её покойному другу и наставнику Уолтеру. Неожиданно даже для самой себя героиня проникается к псу симпатией и заботой.

## В ролях

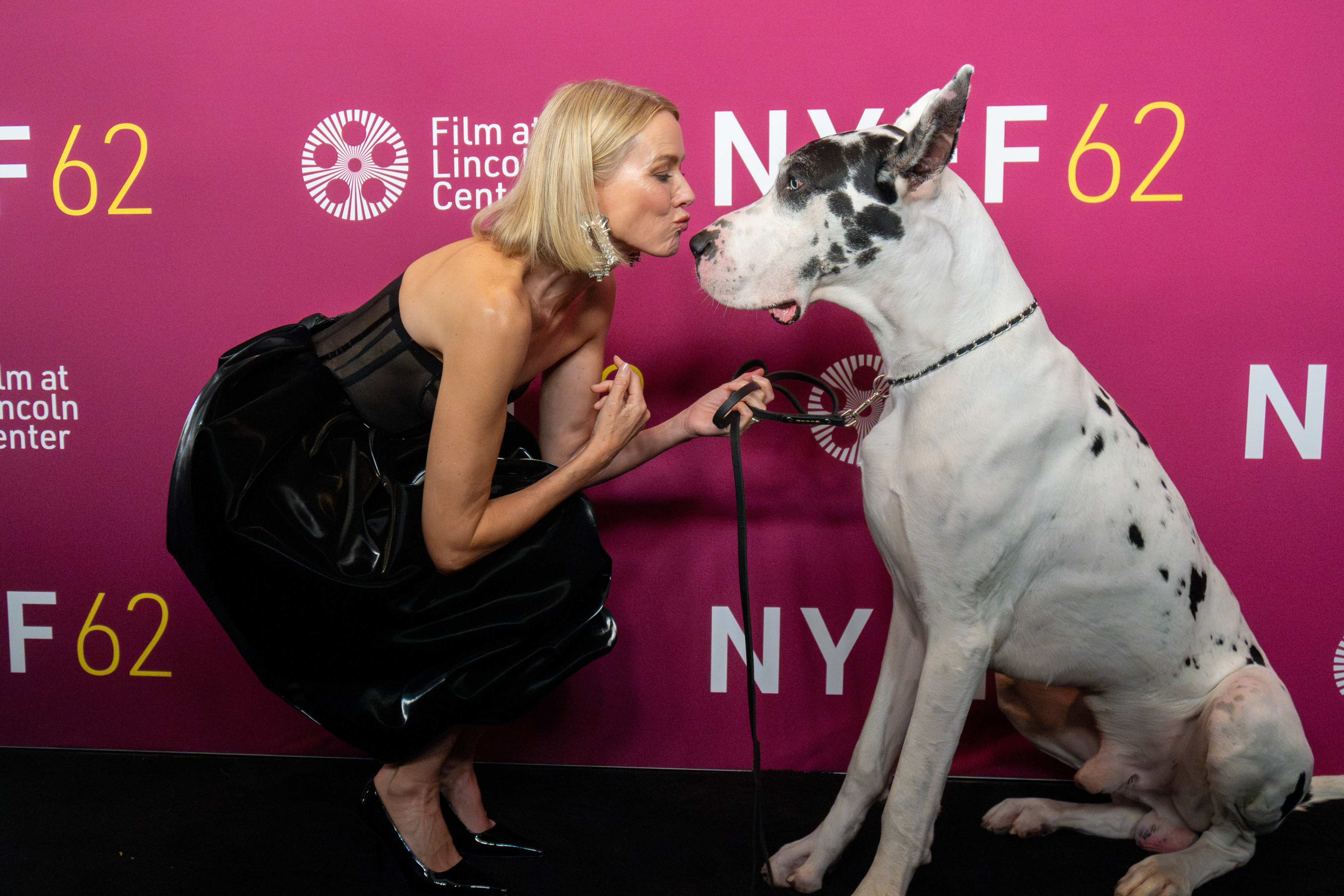
Уоттс и пёс Бинг на Нью-Йоркском кинофестивале 2024

- Наоми Уоттс — Айрис
- Билл Мюррей — Уолтер Мередит
- Сара Пиджон — Вэл
- Констанс Ву — Тьюзди
- Энн Дауд — Марджори
- Нома Думезвени — Барбара
- Оуэн Тиг — Картер
- Карла Гуджино — Элейн

## Восприятие
На сайте агрегатора рецензий Rotten Tomatoes 100 % из 14 рецензий критиков положительны, со средней оценкой 7,4 из 10
Питер Дебрюж в своей рецензии отметил: «И книгу, и фильм можно принять за чистую монету (как относительно банальный рассказ о навязанном вам большом скорбном животном), но их также можно прочитать как исследование смертности, где Аполлон символизирует психологическое бремя потери кого-то в результате самоубийства». в целом же критик оценил фильм как слабую экранизацию, довольно затянутую и скучную. Критик The Guardian Эдриан Хортон оценила фильм на три звезды из пяти. По мнению Хортон, это «нежная и хорошо сыгранная, хотя и очень сумбурная история».